# Vincent Rousseau
Vincent Rousseau, född 29 juli 1962, är en friidrottare från Belgien. Han deltog vid olympiska sommarspelen 1984, olympiska sommarspelen 1988 och olympiska sommarspelen 1992.